# Le Nouvelliste
Le Nouvelliste – najstarsza gazeta codzienna na Haiti, założona w 1898 roku w Cap-Haïtien. Jest jednym z najważniejszych źródeł informacji w kraju, odgrywając istotną rolę w kształtowaniu opinii publicznej oraz dokumentowaniu historii Haiti.
Gazeta została założona przez Guillaume’a Chéraquitę, przedsiębiorcę o francuskich korzeniach. Początkowo wydawana była w Cap-Haïtien, gdzie skupiała się na tematyce gospodarczej i promocji handlu. W 1905 roku redakcję przeniesiono do Port-au-Prince, co umożliwiło jej dotarcie do szerszego grona odbiorców oraz zwiększenie wpływu na życie społeczne kraju. Od momentu powstania Le Nouvelliste jest wydawane w języku francuskim, jednym z oficjalnych języków Haiti. 
Pierwszy numer dziennika ukazał się 1 sierpnia 1899 roku. Miał 4 strony i trzy kolumny. Podtytuł głosił: Journal Quotidien, Commercial, Agricole, Littéraire et d’Annonces (fr. Gazeta codzienna, Handel, Rolnictwo, Literatura i Ogłoszenia). W artykule otwierającym redakcja zadeklarowała przekazywanie informacji bez dodawania komentarza. W grudniu 1899 roku na łamach gazety pojawiły się ryciny. Po pierwszej dekadzie dziennik miał 18.000 egzemplarzy nakładu i blisko 50.000 czytelników.
Le Nouvelliste zyskało opinię rzetelnego i niezależnego źródła informacji. Gazeta dostarcza informacji z obszaru polityki, gospodarki, kultury, edukacji i sportu. Publikacje mają nie tylko charakter informacyjny, stanowią również przestrzeń dla debaty publicznej i wymiany myśli, wspierając rozwój intelektualny kraju. Niezależną politykę redakcyjną dziennik wielokrotnie przypłacał prześladowaniami, cenzurą i aktami przemocy wobec dziennikarzy.
W 2006 roku Le Nouvelliste przeszło proces transformacji cyfrowej. Wprowadzenie wersji internetowej pozwoliło gazecie dotrzeć do czytelników poza granicami Haiti, w tym do licznej diaspory, która odgrywa znaczącą rolę w życiu społecznym i gospodarczym kraju.
Dzięki długoletniej działalności gazeta stała się ważnym punktem odniesienia dla innych mediów na Haiti. Archiwa Le Nouvelliste, obejmujące publikacje od końca XIX wieku, są cennym zasobem dla badaczy historii Karaibów. Na jej łamach regularnie ukazują się artykuły poświęcone lokalnej literaturze, muzyce i tradycjom.